# Burgstall Dicklburg
Der Burgstall Dicklburg, selten auch Dinklburg genannt, ist eine abgegangene mittelalterliche Höhenburg vom Typus einer Turmhügelburg (Motte) auf einer 481 m ü. NHN hohen Bergnase des Schlossbergs „Schloßbuck“ über dem Talgrund etwa 700 Meter südwestlich von Seebronn, einem heutigen Gemeindeteil von Herrieden im Landkreis Ansbach in Bayern.

## Geschichte
Die Gestalt der Burg als Motte datiert die Anlage in das 11./12. Jahrhundert. Ihre Funktion bestand in der Kontrolle des  unmittelbar nördlich vorbeilaufenden, alten Verkehrsweges von Herrieden nach Ansbach.

## Beschreibung
Der rechteckige Mottenhügel misst 45 m in Ost-West und 34 m in Nord-Süd-Richtung. Er erhebt sich nur 1 bis 2 m über das umgebende Gelände. Der umlaufende Graben ist zur Hochfläche im Osten mit 8 m deutlich breiter und mit 1,5 m deutlich tiefer ausgeführt worden als an den anderen Seiten. Von den ehemaligen Burggebäuden zeugen nur noch herumliegende Sandsteinquader.

## Sage
Von drei Sagen die im Umfeld der Dickelburg bekannt sind, ist hier die wichtigste zusammenfasst:
Einst lebte auf der Dicklburg ein verarmter Ritter, der dem Krämerpack zeigen wollte, wer der Herr im Lande sei. Auf der Frankenstraße, einem bedeutenden Handelsweg jener Zeit, suchte er sich eine günstige Stelle für Überfälle aus und fand bei Dautenwinden einen Hohlweg, den die Wagen passieren mussten. Mehrmals gelang es ihm mit seinen Getreuen, reich beladene Wagenzüge in die Hände zu bekommen. Die Beute brachte er auf die durch Hügel, Graben und Mauer gut geschützte Burg, reiche Kaufherren wurden in den Verliesen gefangen gesetzt, bis jemand Lösegeld für sie zahlte. Schließlich schickte der Bischof von Würzburg Bewaffnete, um dem Raubritter das Handwerk zu legen. Die Burg wurde nach der Eroberung restlos zerstört, die Steine wurden in Herrieden verbaut, unter anderem beim Bau der kleinen Kirche Unserer lieben Frauen, andere Steine holten sich die Bauern von Seebronn.